# 守澤太志
守澤 太志（もりさわ ふとし、1985年7月20日 - ）は、秋田県大仙市出身の日本の競輪選手。日本競輪学校（当時。以下、競輪学校）第96期生。日本競輪選手会青森支部所属（登録地は秋田県）。師匠は高橋里志（秋田・49期）。

## 来歴
小学4年から中学までアルペンスキーと野球をしていた。
秋田県立大曲農業高等学校を卒業し、明治大学商学部に進学。明大自転車部では長距離を得意とし、主将としてインカレのロードレースで優勝を果たすなど活躍したが、競輪選手を目指し中退した。
競輪学校の入学試験に一発合格し、2008年5月に96期生として入学。2009年4月に卒業。在校成績は10位（24勝）。同年7月18日の青森競輪でデビューした。
2016年6月の久留米の記念競輪でGIII初優勝。
2020年は賞金ランキングで9位となり、KEIRINグランプリ初出場（KEIRINグランプリ2020）を果たした。
前年のKEIRINグランプリに出場したことで、2021年は自身初となるS級S班格付けとなり、同年6月の別府記念では5年ぶり2度目のGIII優勝。同年も賞金ランキングで上位（8位）となりKEIRINグランプリ出場を確定させた。直前に出走した広島記念でレース中に落車し鎖骨骨折という重傷を負うも、手術と懸命なリハビリでKEIRINグランプリ2021に出場し、翌2022年もS級S班格付けとなった。
2022年も日本選手権競輪とオールスター競輪で決勝3着と寛仁親王牌競輪で準優勝だったため賞金ランキングで5位となり、KEIRINグランプリの3年連続出場と、翌2023年のS級S班格付けを確定させた。
しかし2023年は思うような成績を上げられず(2023年の守澤自身がビッグレースで決勝進出したレースは読売新聞社杯全日本選抜競輪で準優勝とウィナーズカップ3着のみ)、3年間守り続けたS級S班からの陥落が確定した。

## その他
- 小学生時代、3歳上の姉の影響で吹奏楽部だった。担当楽器はトロンボーンだった[11]。